# (زد)-۴-آمینو-۲-بوتنویک اسید
(زد)-۴-آمینو-۲-بوتنویک اسید (به انگلیسی: (Z)-4-Amino-2-butenoic acid) با فرمول شیمیایی C4H7NO2 یک ترکیب شیمیایی با شناسه پاب‌کم 258436 است. که جرم مولی آن ۱۰۱٫۱۰۴ گرم بر مول می‌باشد. 